# Большое Михалкино
Большое Михалкино — деревня в Печорском районе Псковской области России. Входит в состав сельского поселения «Лавровская волость».
Расположена у автодороги Псков — Изборск — Шумилкино (А212 или E 77), в 10 км к северу от волостного центра, деревни Лавры, и в 27 км к юго-западу от райцентра, города Печоры.

## Население
Численность населения деревни по оценке на конец 2000 года составляла 13 жителей.
| 2001 | 2002 | 2010 |
| ---- | ---- | ---- |
| 13   | ↘8   | ↘5   |